# James Henry Breasted
James Henry Breasted /'brɛstɪd/ (Rockford, 27 agosto 1865 – 2 dicembre 1935) è stato un archeologo e storico statunitense.

## Biografia
Effettuò i suoi studi al "Chicago Theological Seminary", all'università Yale (MA 1891) e all'università di Berlino (PhD 1894). Fu il primo cittadino americano ad ottenere un PhD in egittologia. Breasted faceva parte dell'avanguardia di archeologi e storici che estesero l'idea di "civiltà occidentale" includendo tutto il Medio Oriente nelle radici culturali europee.
Nel 1894 divenne un docente dell'università di Chicago e nel 1905 venne nominato professore di egittologia e di storia orientale (la prima cattedra di questo tipo istituita negli Stati Uniti d'America. Nel 1901 venne nominato direttore del museo orientale Haskell; anche se tale museo conteneva opere sia del Medio Oriente che dell'Estremo Oriente il suo interesse fu indirizzato verso l'Egitto. Iniziò a lavorare a una compilazione di tutte le iscrizioni geroglifiche allora note, opera che venne pubblicata nel 1907 come Ancient Records of Egypt ("Antiche testimonianze dell'Egitto"), che rappresenta tuttora una raccolta importante di testi tradotti; come Peter A. Piccione scrisse nella ristampa del 2001, "contiene ancora certi testi e iscrizioni che non sono più stati tradotti da allora"
Nel 1919 John D. Rockefeller versò dei fondi all'istituto orientale di Chicago che permisero a Breasted di intraprendere, tramite l'università, la prima indagine archeologica in Egitto. Breasted partecipò alla spedizione Carter-Carnarvon, che nel 1922 scoprì nella Valle dei Re, in Egitto, la tomba di Tutankhamon (KV62), su invito dello stesso Lord Carnarvon per lo studio della parte storica connessa al ritrovamento e per la conseguente pubblicazione.
La scarsità di notizie ricavabili dalla KV62 limitò i suoi studi e la sua opera, comunque preziosa, si indirizzò principalmente sui molteplici cartigli impressi, all'epoca del funerale del faraone, sulla malta fresca delle porte sigillate della tomba di cui individuò sette differenti "modelli".
Nel 1923 venne eletto membro dell'accademia nazionale delle scienze. Morì nel 1935 di polmonite, mentre ritornava da un viaggio in Egitto. È stato sepolto nel cimitero di Greenwood, Rockford, nell'Illinois. Breasted è maggiormente conosciuto per aver coniato l'espressione "mezzaluna fertile" per descrivere l'area tra l'Egitto e la Mesopotamia.

## Pubblicazioni
- A History of Egypt, Scribner, New York, 1905
- Ancient Records of Egypt, Chicago University Press, 1906 (ristampato nel 2001)
- A history of the ancient Egyptians, Scribner, New York, 1908
- Outlines of European History, Ginn & Company, Boston, 1914
- Ancient Times, Ginn & Company, Boston, 1916
- Oriental Forerunners of Byzantine Painting, University of Chicago Press, 1924
- The Conquest of Civilization, Literary Guild, New York, 1926-1938
- The Edwin Smith Surgical Papyrus, University of Chicago Press, 1930
- The Dawn of Conscience, Scribner, New York, 1933